# Nossa Senhora Rainha da Obediência
Nossa Senhora Rainha da Obediência é uma invocação dada a Virgem Maria desde suas aparições no bairro de São Domingos em Congonhal. Elas foram testemunhadas por Alfredo Moreira Filho, um animador da Renovação Carismática, e relatadas pela primeira vez em 22 de junho de 1987. Desde então, uma série de romeiros de todos os cantos do Brasil veem em peregrinação até a cidade do interior mineiro.

## As aparições
Tudo começou 3 meses antes do 22 de junho de 1987, quando Alfredo, coordenador das orações do grupo de Renovação Carismática Católica na pequena capela de São Sebastião, na zona rural do município de Congonhal, depois de terminar o encontro e no caminho para sua casa, ouviu uma voz suave que lhe disse: “Eu preciso de você”, tal voz que dirigiu-lhe a palavra por várias vezes nas próximas semanas. 
Já em junho, por volta das 21 horas do dia 22, Afredo, sentado um banco da frente na capela, viu as lâmpadas do fundo piscarem, o que fez levar como algo comum, porém com a continuação e em seguida um forte brilho, teve em sua visão uma "Senhora sorrindo com o terço na Mão", ela pedia para ele contar aos outros, "Conta para eles!", ele porém pediu para não espalhar o acontecimento. Lá estavam, presentes:
- João Batista Gonçalves,
- Joaquim Elias Filho,
- Joaquim Malaquias de Souza,
- Sebastião Xavier Muniz,
- João Natal das Chagas e
- Sebastião Moreira.

Teve de início assim, uma sequência de aparições, que prolongaram por 9 meses até 29 de fevereiro de 1988, onde, diante de dezenas de milhares de fiéis disse tal a Alfredo:
| “ | "Meus filhos, não vou dar mais mensagens para vocês, mas vou estar aqui do mesmo jeito. Aqui será sempre um lugar de bênçãos e graças, fonte para cura da alma e do corpo. Venham visitar-me para receberem minhas bênçãos e graças, prova do meu amor para vocês. Prometo a salvação a todos que acolherem e colocarem em prática todos os meus pedidos. Agradeço a todos aqueles que sofrem por minha causa. Obrigada!" | ” |

## Festividades
O dia de Nossa Senhora Rainha da Obediência é considerado feriado municipal em Congonhal, pela lei 1.218  de 28 de agosto de 2008.
| “ | O Prefeito Municipal de Congonhal, Estado de Minas Gerais, faz saber que a Câmara Municipal aprovou e ele sanciona e promulga a seguinte lei: - Art. 1º Fica considerado como Feriado Municipal, o Dia de "Nossa Senhora da Obediência", comemorado anualmente em 22 de junho, homenagem aos vinte (20) anos da última aparição. | ” |

Nos dias anteriores e posteriores, milhares de pessoas da região vão a pé, a cavalo, moto ou carro, até o santuário, localizado a 200 metros da capela das aparições, onde são realizadas missas e orações à Maria (mãe de Jesus). Data em que também é realizada a famosa festa da Nossa Senhora Rainha da Obediência.